# Pleometrozja
Pleometrozja – zakładanie kolonii wspólnie przez więcej niż jedną królową mrówek. Zazwyczaj po osiągnięciu przez kolonię pewnej charakterystycznej dla gatunku liczebności nadmiarowe królowe są eliminowane przez robotnice (często etap eliminacji poprzedzony jest poprzez narastającą agresję i walki o dominację pomiędzy samymi królowymi – przy życiu pozostawiana jest ta, która podporządkuje sobie inne), rzadziej dochodzi do trwałej oligoginii (królowe wskutek narastającej agresji rozdzielają się i każda zajmuje wydzielone terytorium we wspólnym mrowisku, nie dochodzi jednak do redukcji ich liczby). Pleometrozja jest zjawiskiem stosunkowo częstym, gdyż stanowi adaptację do warunków dużej konkurencji o pokarm, umożliwiając szybkie powiększenie rozmiarów kolonii.